# Christina Greenstidel
Christina Greenstidel, conosciuta come Sister Christine (Norimberga, 17 agosto 1866 – New York, 27 marzo 1930), è stata una mistica e docente tedesca, amica e discepola di Swami Vivekananda.
Il 24 febbraio 1894, mentre si trovava a Detroit, frequentò una lezione di Vivekananda e ne rimase ispirata; da quel momento cominciò un mistico carteggio. Si trasferì in India e cominciò a lavorare come docente di scuola e fu coinvolta in attività sociali.

## Biografia
Christina Greenstidel nacque nel 1866 a Norimberga in Germania. Fu dapprima luterana ma più tardi aderì al cristianesimo scientista. Aveva cinque sorelle. Quando Christine aveva tre anni, la sua famiglia emigrò negli Stati Uniti e si stabilì a Detroit, nel Michigan. Il padre di Christine era uno studioso tedesco, tuttavia la famiglia aveva poche risorse finanziarie. Christine aveva diciassette anni quando suo padre morì; ottenne un incarico di insegnante nella Scuola pubblica di Detroit nel 1883, divenendo così l'unico sostegno della sua famiglia.

### Le lezioni di Vivekanada
Nel 1894 Christine frequentò a Detroit una serie di lezioni con la sua amica Mary Funke. Swami Vivekananda era a Detroit in quell'anno per sei mesi e lì condusse alcune lezioni. Il 24 febbraio 1894, Christine frequentò una lezione di Vivekananda e fu così impressionata che frequentò poi altre lezioni e divenne sua ammiratrice e discepola. Più tardi raccontò la sua esperienza sulla prima lezione:
Christine disse anche che cominciò ad amare l'India dopo aver frequentato le lezioni di Vivekananda:

### Le attività in India e il ritorno in America

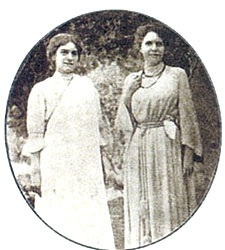
Christina Greenstidel (a sinistra) con Sorella Nivedita (a destra) in India.

Il 7 aprile 1902 Christina arrivò a Calcutta, in India, e trascorse un po' di tempo con Vivekanada. Il 5 maggio 1902 Christina e Sorella Nivedita viaggiarono verso Mayavati ma dopo la morte di Vivekanada, il 4 luglio 1902, Christina ritornò a Calcutta. Visse in una casa in Bosepara Lane, ed entrò nella scuola di Sorella Nivedita come insegnante e aiutò inoltre le donne anziane. Dopo la morte di Sorella Nivedita nel 1911, Christine divenne direttrice della Nivedita's girls' school, d'accordo con tutte le altre insegnanti della scuola; si impegnò inoltre nell'assistenza sociale..
Restò in India, finché non tornò negli Stati Uniti, nel 1914. Nel 1924 ritornò ancora in India ma trovò che c'erano stati dei cambiamenti in Bosepara Lane durante la sua assenza e la casa in cui era vissuta dieci anni prima era crollata. Christina ritornò inoltre alla scuola, sperando di riprendere la mansione di insegnante, ma le autorità scolastiche rigettarono la sua richiesta.
Rimase in India fino al marzo 1928, quando decise ti tornare ancora negli Stati Uniti a causa del deterioramento delle sue condizioni di salute. Rimase a Detroit per un po' di tempo, poi si spostò a New York, ove si ammalò seriamente e fu ricoverata in una casa di cura. Si spense il 27 marzo 1930.